# Radlice (Barchovice)
Radlice je vesnice, část obce Barchovice v okrese Kolín. Nachází se asi 2 km na jihozápad od Barchovic. Leží na silnici  II/334. V blízkosti obce se nachází Čertova brázda. Radlice leží v katastrálním území Radlice u Barchovic o rozloze 11,46 km2.
V katastrálním území Radlice u Barchovic leží i část obce Výžerky, Komorce.

## Název
O značném stáří této osady svědčí rodové, neboli patronimické jméno. Obec založil Radla (tj. Radislav). Osadě se zpočátku říkalo Radlici a teprve později, rozlišením rodového a místního jména vzniklo osadní jméno Radlice.

## Historie
První písemná zmínka o vesnici pochází z roku 1228.
V letech 1869–1950 byla samostatnou obcí a od roku 1961 se vesnice stala součástí obce Barchovice.

## Obyvatelstvo
| Rok            | 1869 | 1880 | 1890 | 1900 | 1910 | 1921 | 1930 | 1950 | 1961 | 1970 | 1980 | 1991 | 2001 | 2011 | 2021 |
| -------------- | ---- | ---- | ---- | ---- | ---- | ---- | ---- | ---- | ---- | ---- | ---- | ---- | ---- | ---- | ---- |
| Počet obyvatel | 314  | 307  | 286  | 304  | 289  | 301  | 250  | 173  | 132  | 81   | 63   | 38   | 31   | 40   | 77   |
| Počet domů     | 45   | 47   | 46   | 47   | 47   | 52   | 48   | 55   | 40   | 35   | 27   | 41   | 42   | 24   | 49   |

## Významní rodáci
- Alois Richard Nykl (1885–1958) – lingvista, arabista, hispanista

## Další fotografie

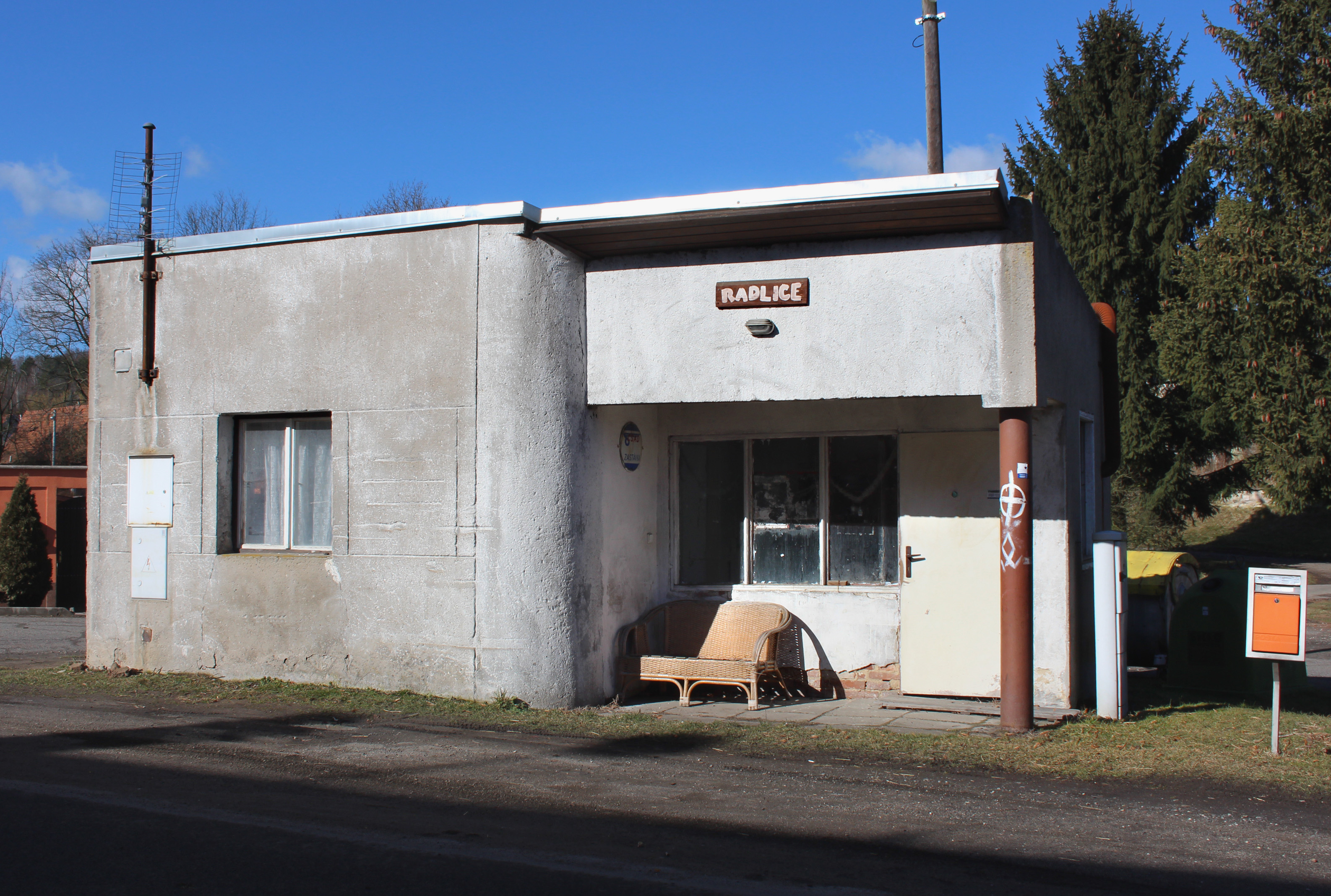
Bývalá autobusová zastávka
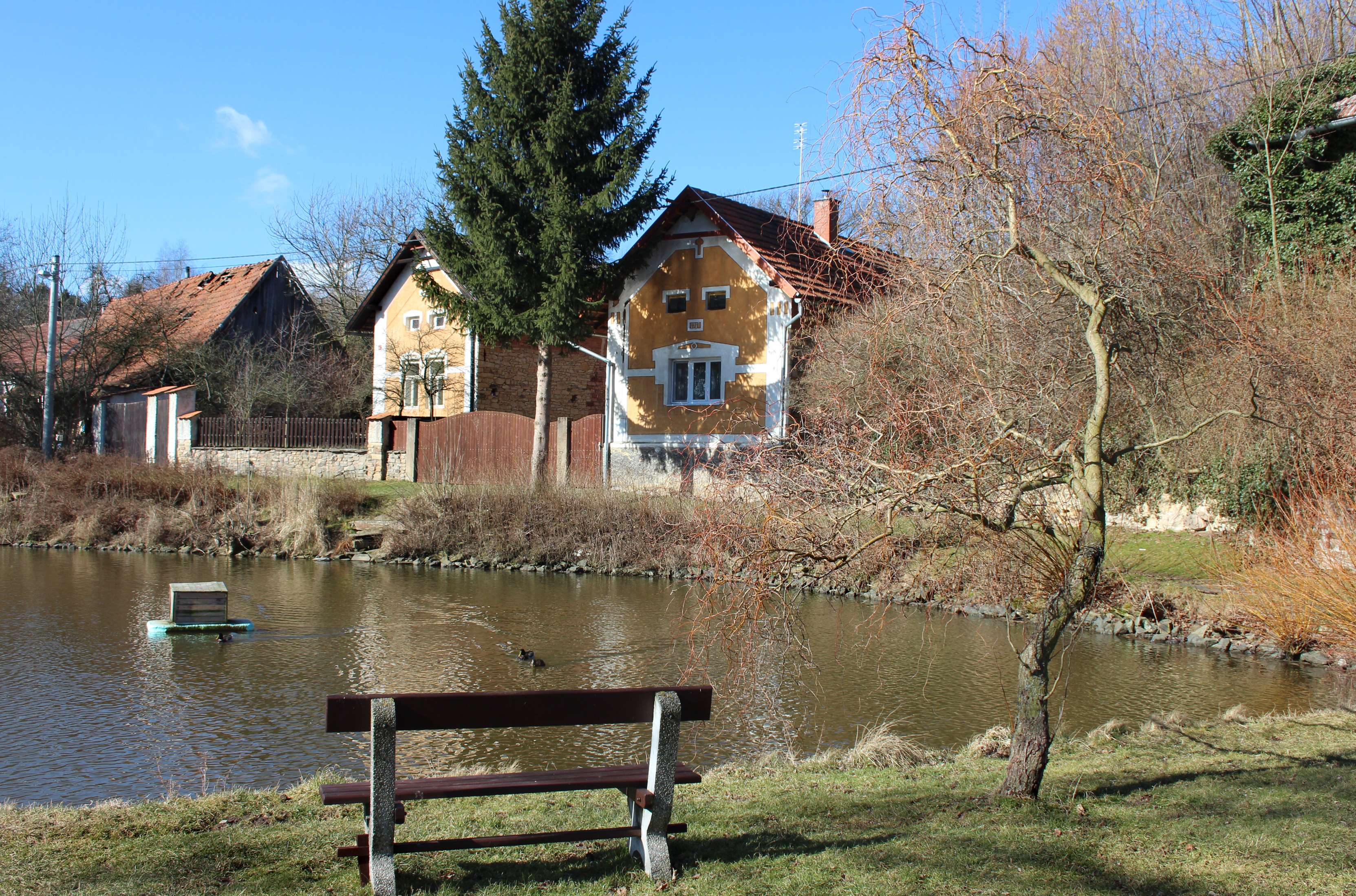
Rybník na západě vesnice
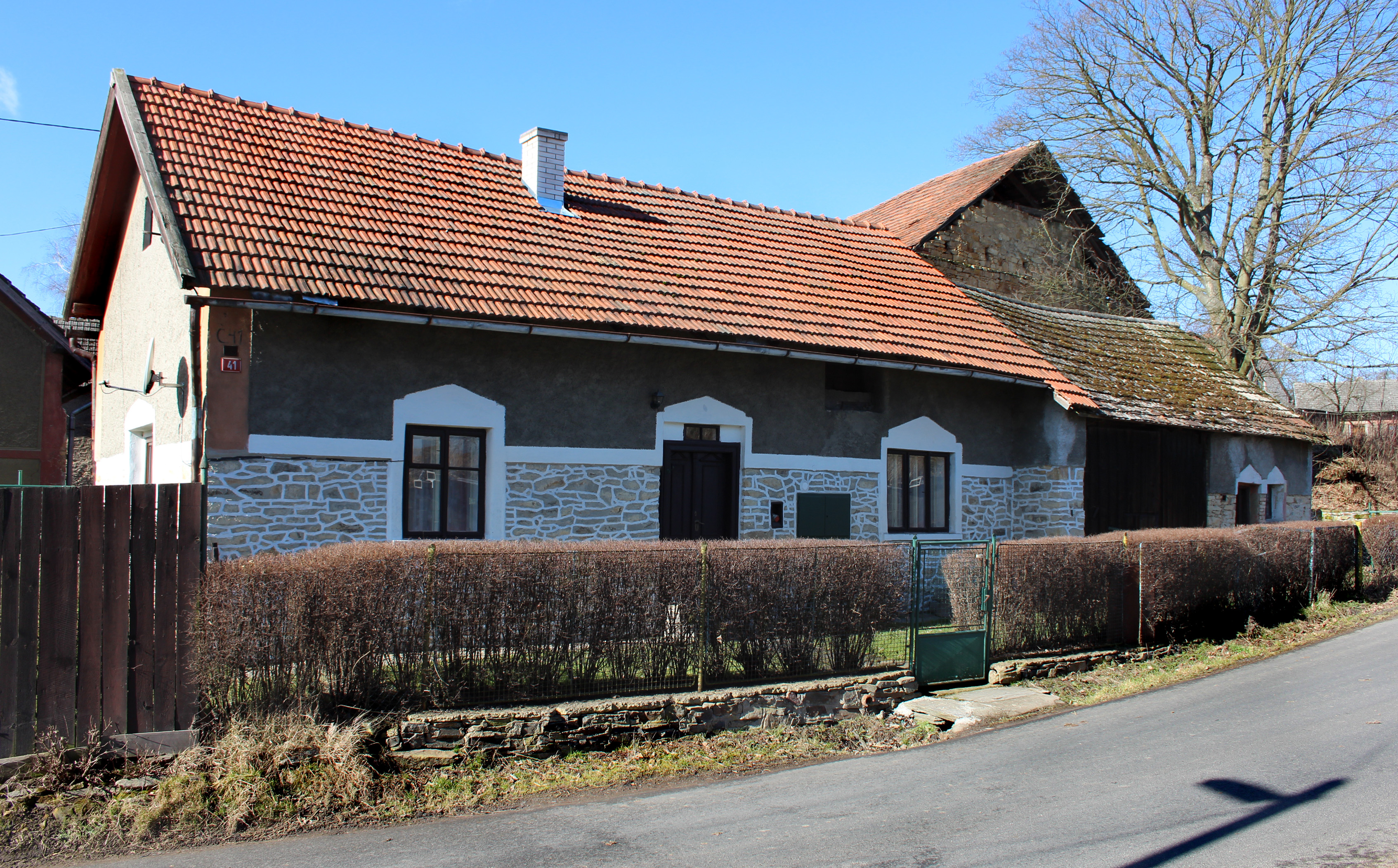
Roubenka